# Saint-Dyé-sur-Loire
Saint-Dyé-sur-Loire é uma comuna francesa na região administrativa do Centro, no departamento Loir-et-Cher. Estende-se por uma área de 5,52 km². Em 2010 a comuna tinha 1 156 habitantes (densidade: 209,4 hab./km²).